# Interlaken (Svájc)
Interlaken egy önkormányzattal rendelkező város a Bern kantonban, Svájcban.
A város a Berni-felvidék turista központja, a svájci alpokban,
A város 570 méter magasan fekszik a Bödelinek nevezett területen, a Thuni-tó és a Brienzi-tó között, az Aare folyó mentén, mely a két tó között folyik. A város kiinduló pontja lehet a tavakat és a Jungfrau, valamint a szomszédos hegységek (Eiger, Mönch). látogatóinak.

## Történet
1891-ig a várost Aarmühle-nek hívták, mely nevet az Aare folyón épült malomról kapta.
Legkorábbi említés 1133-ból származik, az Interlakeni apátsággal kapcsolatban.
Korábban textil ipar és óragyártás is volt, mely mára eltűnt és többnyire a turizmus dominálja a város működését.
1891-ben a várost hivatalosan is Interlakennek nevezték át.
A város könnyen elérhető vasúton (például Luzernből, vagy Bernből), valamint autópályán.

## Turizmus
Interlaken felé irányuló nemzetközi turizmus az 1800-as évek elején kezdődött. Szállodák,  gyógyfürdő épült. A hegyi levegő, a túrázás vonzotta a vendégeket. 1872-ben indult a Bödelibahn, mely összekötötte a két tó hajóállomásait. 1916-ban megépült a közvetlen vasútvonal Luzern felé. A városnak két vasútállomása van. A fejlődő turizmus mellett 1850 és 1935 között egy parkett gyár működött. Textil üzem és fémipari gyár is működött. 1988 óta a várost elérte a A8 autópálya
A két világháború megállította a turizmus fellendülését. Az 1960-as évektől folyamatosan éledt újra a turizmus.
A város a bázisa a környező területek turizmusának: a fő attrakció a Jungfrau régió (Jungfrau (4158 m), Mönch (4107 m) és Eiger (3970 m). A hegycsúcsokat csak professzionális hegymászok érik el. A turisták könnyen elérhetik hegyi vasúton a 3450 m magason fekvő völgyet, a Jungfraujoch-t, mely a Jungfrau és a Mönch között fekszik. Ez Európa legmagasabban működő vasúti vonala. Az Eigerrel szemben egy kellemes sétaút vezet, számos vízeséssel tarkítva. Az útról látható az Eiger közel 1 km magas meredek sziklafala, ahol helikopterrel közel lehet repülni a sziklafalhoz.
Harder Kulm (1322 m) közvetlenül  Interlaken mellett magasodó hegy, mely könnyen elérhető siklóvasúttal.  A hegyről kilátás nyílik Interlakenre, a tavakra és a magas hegyekre.
A tavakon rendszeres személyszállító hajóforgalom működik.
A várostól délre van a Jungfrau Park, melyet eredetileg Erich von Däniken tulajdona volt. Ez egy főleg gyerekeknek épült szórakoztató létesítmény.
Számos úgynevezett hátizsákos szálláshely van. Több vállalkozás szervez siklóernyős, sárkányrepülős, raftingos, és síelős (vízen, havon) túrákat.

## Közlekedés

### Autó
A települést érinti a A8-as autópálya.

## Rendezvények
- Jungfrau Marathon (minden szeptemberben)
- Unspunnefest (hagyományőrző esemény)
- Red Bull Air Race World Series (2007-ben itt tartották)
- Greenfield Music Festival (főleg hard rock, heavy metal, rock and roll)

## Galéria

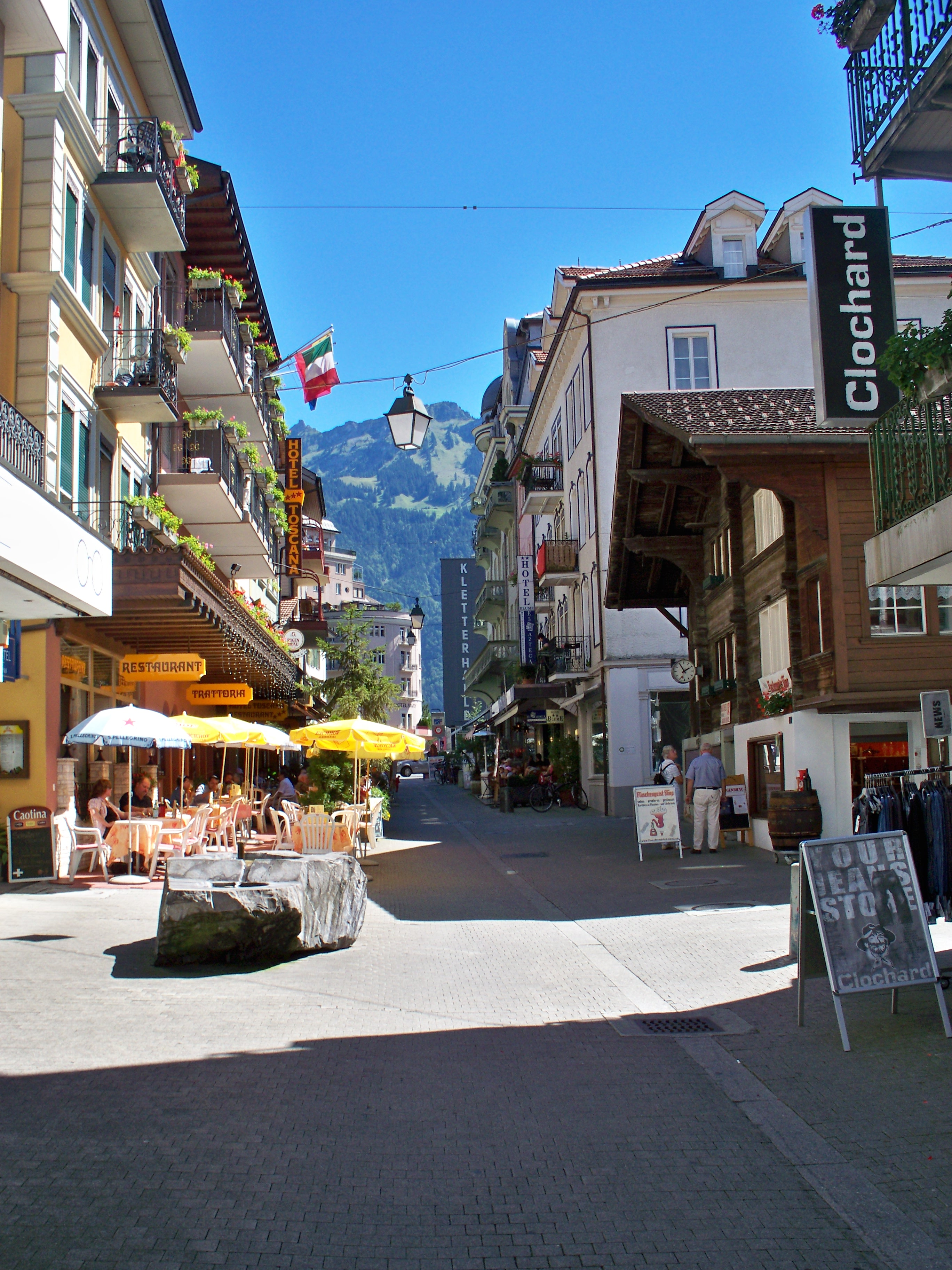
Interlaken, Jungfraustrasse
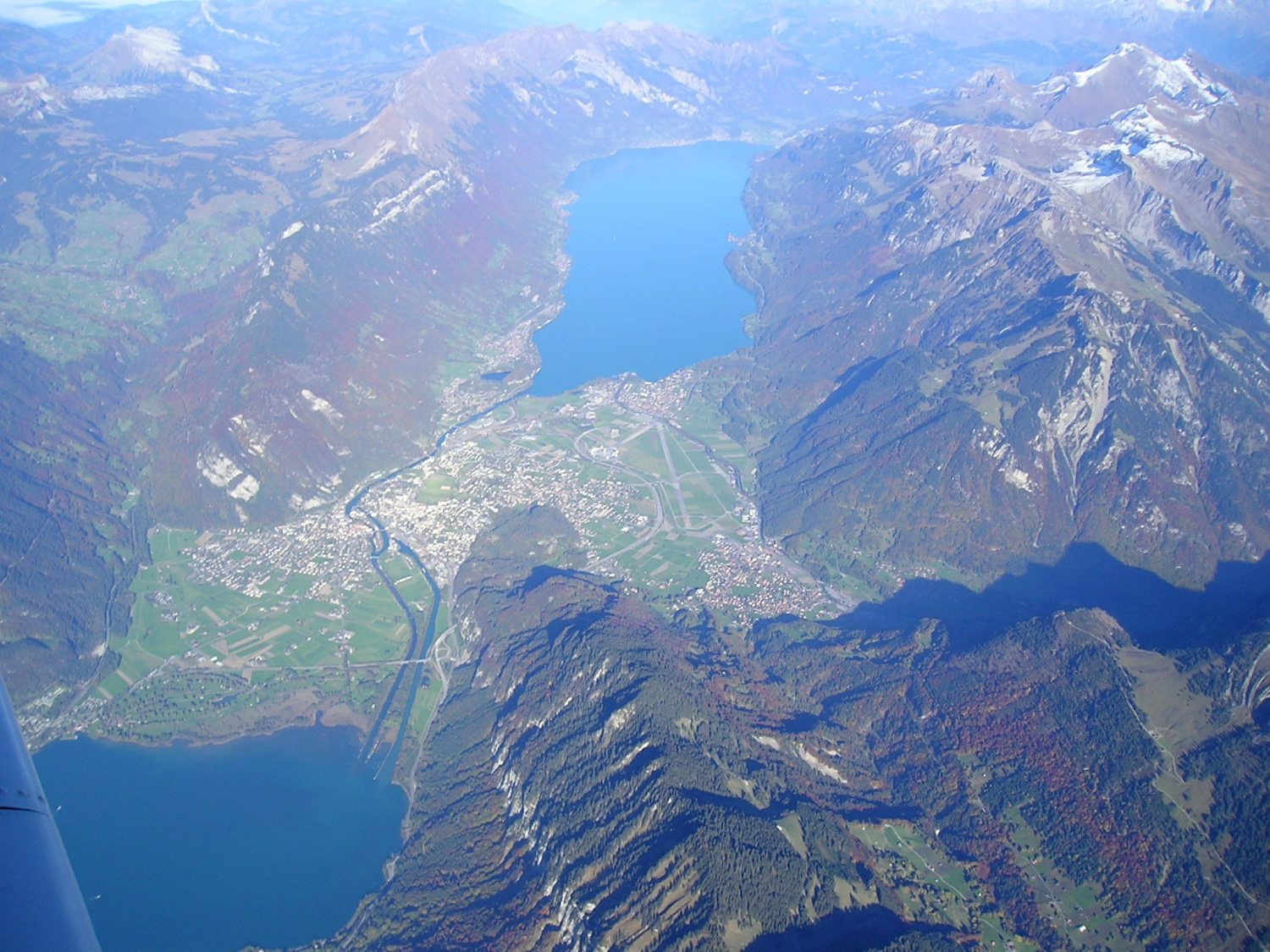
Interlaken felülről a Bödelin
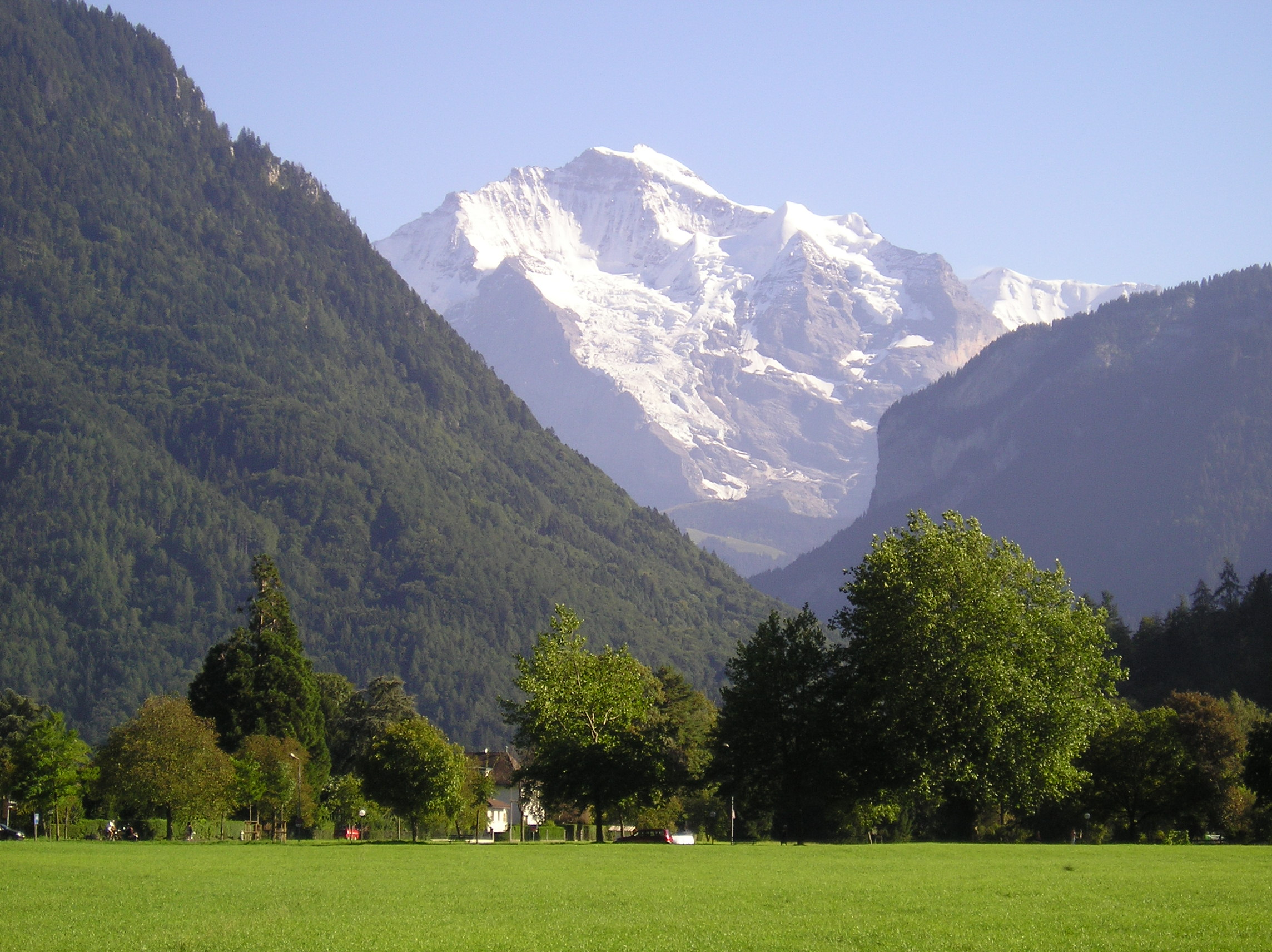
Jungfrau
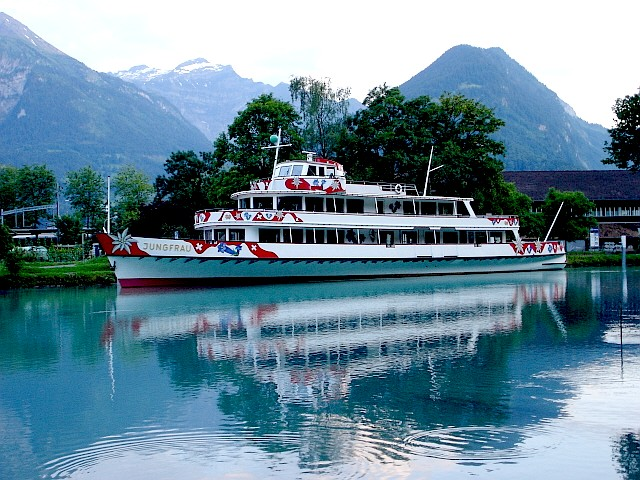
Brienzi-tó, sétahajó